# Ischioloncha
Ischioloncha is een kevergeslacht uit de familie van de boktorren (Cerambycidae). De wetenschappelijke naam van het geslacht werd voor het eerst geldig gepubliceerd in 1860 door Thomson.

## Soorten
Ischioloncha omvat de volgende soorten:
- Ischioloncha columbiana Breuning, 1956
- Ischioloncha lanei (Prosen, 1957)
- Ischioloncha lineata Bates, 1885
- Ischioloncha rondonia Martins & Galileo, 2003
- Ischioloncha strandiella Breuning, 1942
- Ischioloncha wollastonii Thomson, 1860